# Passo di Bondione
Il passo di Bondione, alto 2.680 metri, divide la val Bondione, in alta val Seriana, dalla valle del Gleno (diramazione della val di Scalve), fungendo anche da confine amministrativo tra i comuni di Valbondione e Vilminore di Scalve.
Dalla val Seriana il passo è raggiungibile in circa 4 ore mediante il sentiero indicato con il segnavia del CAI numero 322 che si sviluppa da Lizzola, frazione di Valbondione; dalla val di Scalve tramite la valle del Gleno, mentre dalla provincia di Sondrio e dalla val Camonica tramite il passo di Belviso, che a sua volta permette di raggiungere la zona dell'Aprica.

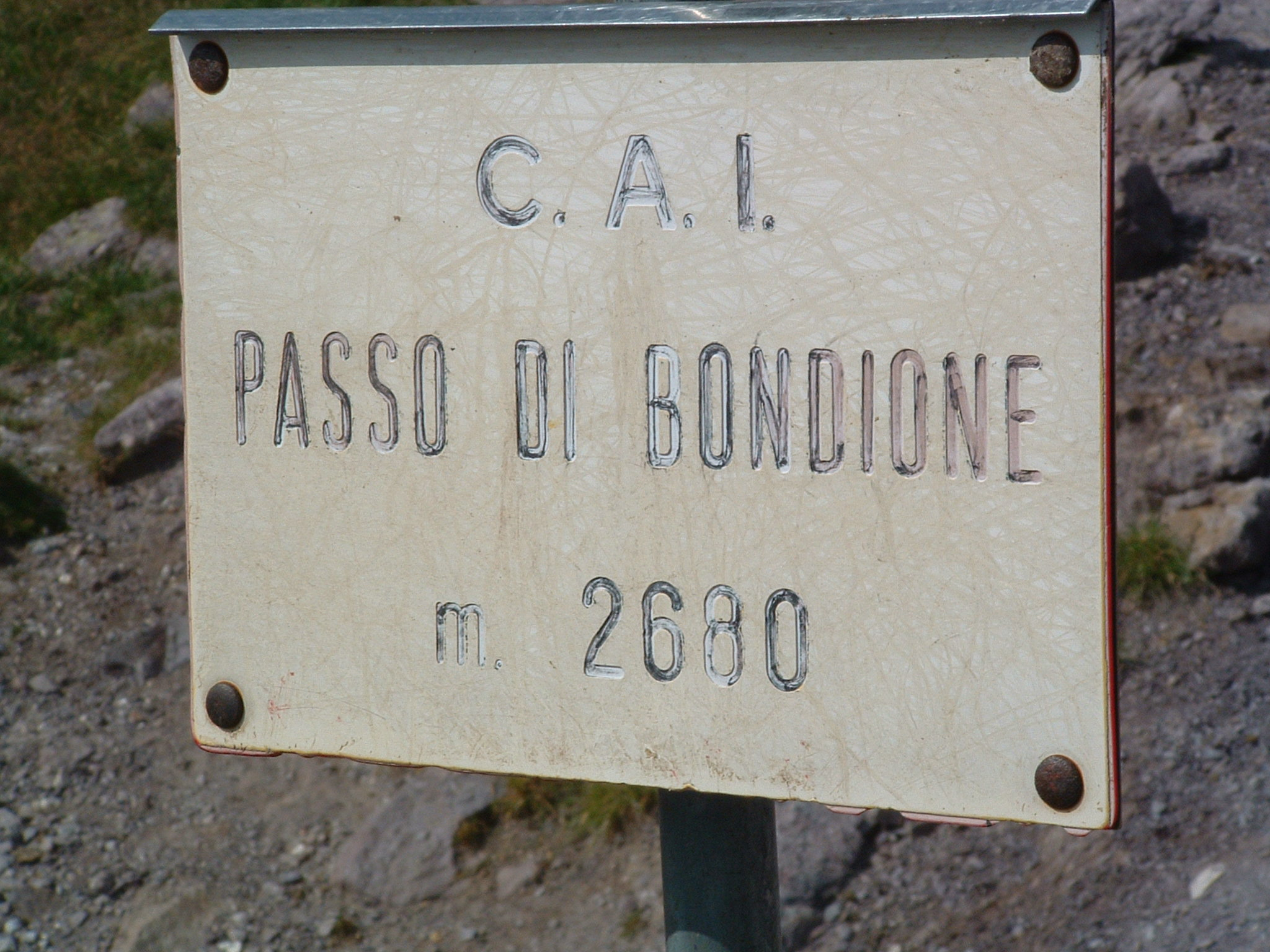
Cartello posto al passo

Il passo di Bondione permette inoltre di raggiungere le vette del Pizzo dei Tre Confini e del monte Gleno, ed è incluso nel sentiero naturalistico Antonio Curò, che tocca luoghi limitrofi tra cui la valle della Cerviera, il rifugio Antonio Curò ed il rifugio Nani Tagliaferri.